# ジーン (バンド)
ジーン (Gene) は、イギリス・ロンドン出身のオルタナティヴ・ロックバンド。

## 概要
1993年結成。デビューした時期が重なったためにブリットポップのバンドとして括られがちであるが、同時期の享楽的なバンドたちとは一線を画した独自の美意識を持ち、ボーカルのマーティンはザ・スミスのモリッシーとも比較され、本国のプレスからは「カムデン・スミス」とも評された。
しかし音楽的にはザ・スミスよりも力強いギターサウンドや叙情的なメロディを特徴としており、スモール・フェイセスやザ・ジャムのトリビュート・アルバムにも参加するなど、モッズバンドからの影響も持ち合わせていた。2004年に解散を発表。

## 来歴
1994年、NMEの記者がジーンのために設立したインディーレーベル「Costermonger」から、シングル「フォー・ザ・デッド」を発表しデビュー。その後メジャーレーベルのポリドールと契約を結び、3枚のシングルしか発表していない時点でNMEのベスト・ニュー・アクトにオアシスらを抑えて選出されるなど、ブリットポップが本格的に勃発する前から大きな期待を集めていた。
1995年発表の1stアルバム『オリンピアン』は全英8位を記録。翌1996年にはアルバム未収録曲やライヴテイク、レディオ・セッションなどの音源を集めたコンピレーション・アルバム『トゥ・シー・ザ・ライツ』の発表を挟んで、1997年に2ndアルバム『ドローン・トゥ・ザ・ディープ・エンド』を発表。前作よりもスケール感を増した楽曲やバンド・サウンドは高い評価を集め、前作と同じく8位を記録。またこの時期フル・オーケストラを従えたロイヤル・アルバート・ホールでの単独公演も成功させている。
しかしブリットポップ・ムーブメントの衰退により同時期のバンドが軒並み消えていく中、ジーンも徐々にセールス面で苦戦を強いられる。1999年発表の3rdアルバム『レベレイションズ』は最高位25位とセールス面で伸び悩み、所属していたポリドールから契約を打ち切られてしまう。しかしインディーに転じた後も、イギリスをはじめとしたヨーロッパ各国や日本、アメリカをツアーするなど、ライヴの集客面ではファンからの根強い支持は顕在だった。
新たに自主レーベル「Contra」を立ち上げ、2000年にロサンゼルスのハリウッド公演を収録したライブ・アルバム『Rising For Sunset』、そして2001年には4thアルバム『リバーティーン』を発表。とくに『リバーティーン』は、メンバーが「今までのどのアルバムよりいいし、もちろんベスト盤よりもいい」と語るほどの自信作だったが、チャートでは振るわずセールス的には失敗に終わる。その後もライヴを中心に活動を継続していたが、2004年11月に突如解散することを発表。翌12月にラストシングル「Let Me Move On」を発表し、ロンドン・アストリアなどで解散ライヴを行った。
2008年には、ジーンの元マネージャーの誕生パーティーに元メンバー4人が久々に顔を合わせ、ステージで5曲を演奏している。

## 解散後
- マーティンは音楽学校の教師をしながら生計を立てる一方、ブライトンを中心に活動するバンド「コール・ミー・ジョリーン」(Call Me Jolene) のメンバーとして活動。
2010年ごろからはソロ活動も開始。2012年11月、PledgeMusicを通じたファンからの資金提供により、初のソロアルバム『ザ・ディフェネストレーション・オブ・セント・マーティン』を発表している[2]。
- スティーヴとマットは、2006年に「パレス・ファイアーズ」(Palace Fires) を結成。ジーンの流れを汲む叙情的なメロディを鳴らすバンドだったが、商業的には成功しないまま2010年には解散状態となる。2011年には、お蔵入りとなっていたデビューアルバム『Palace Fires』がダウンロード限定で発表された。

## その他のエピソード
- ボーカルのマーティンは一時同性愛者であることをカミングアウトしていたが、後に結婚して2児の父となっている。
- モリッシーは、ジーンのことを好意的に評価していた。
知人から『オリンピアン』のテープをもらったモリッシーは、「いいアルバムだと思ったよ。あれを聴いてもそんなにスミスを思い浮かべはしなかったけど……（恥ずかしそうに）僕には似てた。でもジーンはジーンであって、スミスとは違う。批判したいなんて思わないよ。でも彼らのところに駆け寄って、花を振りかざして、さあこれからはきみたちの番だよなんて言う気にもなれない」と皮肉屋らしいコメントをしている[3]。
しかし、モリッシーがホスト役となった2004年のメルトダウン・フェスティバルにジーンを出演させたり、ジーンのUSツアーにも観客として顔を出すなど、ジーンのことはお気に入りのバンドだった[4]。

## ディスコグラフィー
以下の順位は全て全英チャートによるもの

### スタジオ・アルバム
- 1995年
オリンピアン - Olympian　8位
- 1997年
ドローン・トゥ・ザ・ディープ・エンド - Drawn To The Deep End　8位
- 1999年
レベレイションズ - Revelations　25位
- 2001年
リバーティーン - Libertine　92位

### コンピレーション・アルバム
- 1996年
トゥ・シー・ザ・ライツ - To See The Lights　11位
- 2001年
ディス・イズ・アズ・グッド・アズ・イット・ゲッツ～ザ・ベスト・オブ・ジーン - As Good As It Gets: The Best Of Gene
- 2006年
The Collection　(日本盤未発売)

### ライブ・アルバム
- 2000年
Rising For Sunset　118位　(日本盤未発売)
- 2006年
The John Peel Sessions　(日本盤未発売)